# Swing Time (roman)
Pour les articles homonymes, voir Swing Time.
Swing Time (Swing Time), publié en 2016, est un roman de l'écrivaine britannique Zadie Smith.

## Découpage
- (p. 13) : Prologue
- (p. 19) : Première partie : Les débuts
- (p. 83) : Seconde partie : Tôt et tard
- (p. 135) : Troisième partie : Entraide
- (p. 173) : Quatrième partie : Traversée
- (p. 247) : Cinquième partie : Nuit et jour
- (p. 295) : Sixième partie : Jour et nuit
- (p. 367) : Septième partie : Les adieux
- (p. 475) : Épilogue

## Résumé
Dans le nord-ouest populaire de Londres, dans le quartier de Willesden, l'église accueille diverses activités, dont un nouveau cours de danse (Mlle Isabel, et au piano M. Booth). En 1982, le samedi, Tracey et X, la narratrice, sept ans, vivant dans des cités proches, sans aides sociales, se rencontrent seulement à ce(s) cours : Tracey participe à tout, X, sans doute avec les pieds plats doit se limiter aux claquettes. 
Les deux enfants métisses s'exercent aux claquettes (Tap dance). X chante aussi sur la musique jouée par M. Booth. L'année suivante, Tracey quitte son école de Neasden, très majoritairement indo-pakistanaise, pour celle, publique, majoritairement noire, de Willesden. X aime regarder en vidéo les comédies musicales des années 1930.
Un jour, le père de la narratrice lui fait connaître ses frère et sœur blancs, John et Emma. La mère de X n'a pas la fibre maternelle, mais comme parent d'élève, elle n'a pas peur d'être humiliée : pas la honte, mais la colère, pas à titre personnel, mais pour la collectivité.
Les scènes d'enfance alternent avec celles d'adolescence, quand X est gothique noire (14-16 ans), puis étudiante (trois ans dans une université privée, de second choix, en étude des médias, au bord de la Manche, vers 1993-1996, avec un amant radical et mystique, Rakim, pendant une année), puis serveuse en pizzéria (chez l'Iranien Barham), habilleuse pour une comédie musicale avec et grâce à Tracey (1997), employée à YTV (1998), puis assistante personnelle de la performeuse Aimee (1998-2008).
Les relations avec le père s'espacent. Très maternel, il s'occupe de tout, jusqu'à ce que son épouse le chasse. Quand X a quinze ans, elle rencontre Mercy, jeune Sénégalaise recueillie par son père. Puis, au retour d'université, elle loge à nouveau chez lui, au moins avant qu'un message de Tracey l'informe de sa poupée gonflable.
Les relations avec la mère se compliquent : rejet de son absence d'empathie et de tendresse (et de poupée) en famille, et de classe en public, toujours en 2 CV, impliquée dans la collectivité (essai de potager collectif, puis atelier de poterie pour utiliser l'argile, garage à vélos transformé en espace commun pour des orateurs le vendredi soir, vite saccagé), affrontements, échec à l'examen d'entrée à une école secondaire privée (avec bourse) pour lacunes sérieuses en mathématiques et sciences, manifestations anti-Thatcher, bénévolat (centre de jeunes en difficulté, refuge pour femmes noires et indo-pakistanaises)soumission d'un dossier complet (de Miriam, dix ans d'Oxfam) à remettre à Aimee pour recadrer son projet (Une femme blanche sauve l'Afrique (p. 161-172), élection comme conseillère municipale, puis amoureuse et heureuse avec Raj, un activiste célèbre originaire de Tobago, et continuant à travailler pour le peuple, avec le respect de la communauté, puis séparée de Miriam et de Raj. Puis aux soins palliatifs, mourant à 57 ans.
Les relations avec Tracey s'espacent : à neuf ans en classe on se laisse ou non tripoter les vagins (p. 76), (montrant surtout les rapports de pouvoir avec les garçons), à dix ans duo de danse érotique à l'anniversaire de Lily Bingham (deux seules Noires, sur un disque 45 tours d'Aimee), à douze ans rencontre euphorique avec Louie (juste sorti de prison), séparation en classe, inscription en école d'arts du spectacle, privation de Tracey entre 13 et 16 ans, sauvetage lors d'une soirée de drogue, duo en 1993 au spectacle de fin d'année du cours de Mlle Isabel (avec un vol de 300 livres et une rupture), emploi d'habilleuse pour la comédie musicale où joue Tracey en 1996 (avec le Kenyan Chalky), suivi de la page Web de Tracey et ses obsessions, petit rôle (de Tracee Le Roy) dans une comédie musicale à Londres en 2004. Les retrouvailles se font en 2012, dans l'appartement familial, deux mois après la mort de sa mère, avec Tracey occupée par ses trois enfants sans père : Jeni, Bo et Bella, alors qu'elle harcèle la mère de X d'emails violents, concernant la situation déplorable dans le quartier.
Les relations avec Aimee se développent : promenade à vélo à Camden (Swiss Cottage, Heath Park, Kenwood House), sortie en bars (dont une chanson au bar avec le pianiste)... puis suivi du projet Illuminated Academy for Girls (IAG) au Sénégal. Puis elles se tendent : X est tenue à distance, ignorée, rejetée, virée (tractations de l'association avec les responsables sénégalais, relation avec Lamin, adoption de Sankofa...).
Les prises de conscience sont tardives et difficiles : Là où je percevais privations, injustice et pauvreté, Granger voyait simplicité, absence de matérialisme et beauté de la communauté (p. 234), humilier une enseignante [...] devant toute sa classe (p. 238), étincelant cortège officiel de ministres à discours pour accompagner Aimee dans son école (p. 205), touristes de la pauvreté, tensions sociales au Sénégal (dont la fuite des jeunes hommes par la route clandestine), tellement de façons d'être pauvre. [...] Et d'être riche (Babu, le Bostonien revenu au pays travailler au Trésor, le microcrédit), l'école fonctionnelle plutôt que l’incubateur du futur étincelant (p. 400).
Le récit peut enfin commencer, le premier jour de mon humiliation (p. 13).

## Personnages
- Tracey (1975-), Shirley Temple basanée et nez ridicule en trompette, dyslexique
  - sa mère, blanche, obèse et atteinte d'acné, blonde, ambitieuse
  - son père, Louie, souvent absent, supposé un des danseurs de Michael Jackson, petit truand de Londres NW, souvent emprisonné, bel exemple de nihilisme urbain (p. 258, opposé au suprémacisme blanc (p. 197, par ailleurs superbe danseur
- X (1975-), narratrice anonyme (Moi, tu), fille unique, un peu hommasse
  - sa mère, noire, d'origine jamaïcaine, tête d'Africaine, belle et sévère, autodidacte (bac par correspondance, puis études supérieures de même ordre), révoltée, soumission prudente et ironique
  - son père, fonctionnaire à la poste (administratif, puis facteur par choix), souvent à la maison (cuisine, accompagnement), puis séparé
  - son oncle (frère de sa mère) Lambert
  - Miriam, l'assistante de sa mère, dans ses activités sociales et politiques
- anciens et anciennes de l'école : Lily Bingham, Danika Babic, Tasha, Anoushka, et le professeur M. Sherman
- Zoe, chef de service de X, à la filiale britannique de YTV (chaîne de télévision), bureaux de Camden, en 1998
- Aimee (1973- ?), performeuse australienne, de Bendigo, au succès international, partageant son année entre New York et Londres
  - Judy Ryan, manager (depuis 1980)
  - les quatre assistantes, dont X (1998-2008), Mary Beth
  - le garde du corps Granger, le cuisinier Marco, Errol le chauffeur new-yorkais
  - les deux enfants, Jay (1997- ?) et Kara (1999- ?), et leur nounou jamaïcaine Estelle
- au Sénégal, du côté de la Gambie (Banjul, Serrekunda, Île James ou Kunta Kinte Island) : projet solidaire d'une école pour filles dans un village isolé, à partir de 2004, après un repérage échoué au Togo
  - Fernando Carrapichono, Fern, 46 ans (1960- ?), chef du projet humanitaire
  - Lamin, enseignant stagiaire (mathématiques, sciences), Bachir
  - Hawa (1985-), jeune femme, institutrice stagiaire (pour la langue anglaise), classe moyenne, intéressée à s'amuser et à fréquenter ses amies plus qu'à enseigner
  - l'Alkalo, chef de village
  - le Kangourang, passeur (mandingue) d'enfance à adolescence et danseur
  - le cousin Musa, bon à rien, machallah, devenu fondamentaliste appréciant les vidéos provocatrices
  - l'ami de Musa, Bakary (tabighli)

## Accueil
Les recensions francophones sont bonnes : L'une danse, l'autre pas,,,,,, même si certains estiment le livre surcoté et survendu.